# Coris atlantica
Coris atlantica är en fiskart som beskrevs av Günther 1862. Coris atlantica ingår i släktet Coris och familjen läppfiskar. IUCN kategoriserar arten globalt som livskraftig. Inga underarter finns listade i Catalogue of Life.